# ミッション:インポッシブル2
『ミッション:インポッシブル2』（M:I-2、原題: Mission: Impossible 2）は、2000年のアメリカのアクションスパイ映画である。監督はジョン・ウー、脚本はロバート・タウン、製作はトム・クルーズが務める。1996年の『ミッション:インポッシブル』の続編であり、「ミッション:インポッシブル」シリーズの第2作目にあたる。
全世界で5億4,600万ドル以上の興行収入を記録し、2000年の最高興行収入作品となった。その後、2006年には『M:i:III』が公開された。

## あらすじ
バイオサイト製薬の研究員であるネコルヴィッチ博士は、同社で開発されたキメラウイルス (Chimera)と、その治療薬ベレロフォンを携えてシドニーからアトランタへ飛行機で移動する際、イーサン・ハントに護衛を依頼。イーサンが休暇中だったため、IMFはショーン・アンブローズを替え玉としてネコルヴィッチに同行させたが、途中で飛行機はアンブローズと手下らによって事故に見せかけ墜落させられてしまう。
イーサンは、アンブローズに強奪されたと見られるキメラを奪取するミッションを受けるが、上司の示した作戦は、アンブローズの元恋人のナイア・ホールを彼の元に潜入させ、キメラを奪った動機を探らせるというものだった。
イーサンはナイアに危険な役回りを担わせることをためらうが、なんとか彼女の協力をとりつける。
ナイアはシドニーでアンブローズとの接触に成功。一方イーサンはIMFのルーサー・スティッケル、ビリー・ベアードとチームを組み、ナイアを通じて情報を得る。
その結果、イーサンらはアンブローズがバイオサイトのCEOジョン・マクロイになんらかの取引を持ちかけたことを確認。次にマクロイを誘拐し、キメラの正体および、バイオサイトの元にあるキメラと、アンブローズが強奪したベレロフォンを用いて金儲けしようとするマクロイの目論見を聞き出す。
イーサンはキメラを破壊するためにバイオサイト本社に潜入するが、そのことを察知していたアンブローズらに襲撃を受け完全な破壊に失敗、更にその際アンブローズに連れてこられていたナイアが、窮地に陥っていたイーサンを助けるために残っていたキメラウイルスを自身に注射してしまう。
注射から20時間以内にベレロフォンを投与しなければ、ナイアはキメラにより死亡する。バイオサイト本社から脱出したイーサンは、翌日ベレロフォンを奪取するためにアンブローズとマクロイの取引現場に潜入。一方ナイアはキメラによるパンデミックを引き起こさせるため、アンブローズによって市街に放たれていた。
取引現場からベレロフォンを奪取したイーサンは、追撃してきたアンブローズの手下を退け、アンブローズを死闘の末間一髪で射殺、ルーサーとビリーによって確保されていたナイアにすぐにベレロフォンを注射し彼女の命を救う。
ミッション終了後、イーサンはナイアと再会、「2人で消えよう」と人ごみに紛れていくのだった。

## 主要登場人物
イーサン・ハント
シリーズの主人公。諜報組織IMFのメンバー。
休暇中であったところ、民間人であるナイアに接触して彼女をチームに加え、キメラを取り返すよう指令を受ける。その後ナイアがアンブローズの元恋人であることと、彼女をアンブローズの元に送り込むという作戦を知らされ、既に恋仲同然になっていたナイアを危険にさらすことをためらう。
キメラを破壊するためにバイオサイト本社に潜入したが、アンブローズらに襲撃され破壊は不完全になり、ナイアが残ったウイルスを自身に注射したため、アンブローズからベレロフォンを強奪する。
ショーン・アンブローズ
過去に何度かイーサンの替え玉をこなしていた男。
イーサンに変装して飛行機に乗るネコルヴィッチに同行するが、彼からキメラとベレロフォンを強奪、事故に見せかけ飛行機を墜落させた。しかし、実際にはネコルヴィッチはキメラを自分自身に注射するという形で移送しようとしていたため、ベレロフォンのみ手元に残る結果に。そのため、キメラを保管していたバイオサイト製薬に取引を持ちかけた。キメラを世に広め、バイオサイトがベレロフォンを量産して提供、同社の株価が上昇し、予め株購入権を得ていた自身はバイオサイト株の過半数を得る、という計画をたてた。
過去に自分をフッたナイアが逮捕されたことを知り、タイミングの良さからスパイの可能性を疑うが、彼女に未練を感じていたため、それでも身元引受を申し出た。計画を進めていく中でナイアがイーサンと通じていると知り嫉妬。イーサンとはほぼ互角の格闘戦を繰り広げるが、最後は射殺される。替え玉を演じるだけあって、イーサンの性格や行動パターンなどをよく把握している。
ナイア・ホール
民間人で盗みのプロの女性。アンブローズの元恋人。
彼女に接触するために盗みの現場を邪魔してきたイーサンを初めは拒絶するが、やがて恋仲になり、作戦にも協力。
バイオサイト本社でアンブローズと彼の手下に追い詰められたイーサンを助けるためにキメラを自身に注射した後は、パンデミックを引き起こすためアンブローズにより市街に放たれる。計画を阻止するために岸壁から海に飛び込もうとしていたところを、ルーサーとビリーに保護される。
ヒュー・スタンプ
アンブローズの部下。同性愛者（ゲイ）であり、アンブローズを慕っていると同時にナイアに対して嫉妬している。

## キャスト
| 役名                     | 俳優                     | 日本語吹替 | 日本語吹替          |
| 役名                     | 俳優                     | ソフト版   | テレビ朝日版        |
| ------------------------ | ------------------------ | ---------- | ------------------- |
| イーサン・ハント         | トム・クルーズ           | 鈴置洋孝   | 森川智之            |
| ショーン・アンブローズ   | ダグレイ・スコット       | 大塚芳忠   | 山路和弘            |
| ナイア・ノードフ＝ホール | タンディ・ニュートン     | 石塚理恵   | 斎藤恵理            |
| ルーサー・スティッケル   | ヴィング・レイムス       | 島香裕     | 宝亀克寿            |
| ヒュー・スタンプ         | リチャード・ロクスバーグ | 青山穣     | 青山穣              |
| ビリー・ベアード         | ジョン・ポルソン         | 小室正幸   | 田原アルノ          |
| マックロイ               | ブレンダン・グリーソン   | 辻親八     | 楠見尚己            |
| ネコルヴィッチ           | ラデ・シェルベッジア     | 稲葉実     | 木村雅史            |
| ウォリス                 | ウィリアム・メイポーザー | 樫井笙人   | 桐井大介            |
| ウルリック               | ドミニク・パーセル       | 古田信幸   | 咲野俊介            |
| マイケル                 | マシュー・ウィルキンソン |            |                     |
| デ・ラレーナ氏           | アントニオ・バルガス     | 中博史     | 白熊寛嗣            |
| 副操縦士                 | ダニエル・ロバーツ       | 星野充昭   | 髙階俊嗣            |
| 競馬場のアナウンス       | [ 注釈 1 ]               | 吉田孝     | 吉田孝              |
| コンピューター音声       | [ 注釈 1 ]               | 風村綾乃   | 池本小百合          |
| スワンベック             | アンソニー・ホプキンス   | 家弓家正   | 有川博              |
| その他                   | N/A                      | よのひかり | 田村聖子 大久保利洋 |

- ソフト版：VHS・DVD・BD収録
- テレビ朝日版：初回放送2006年7月2日『日曜洋画劇場』※本編ノーカット

## スタッフ
- 監督：ジョン・ウー
- 製作：トム・クルーズ、ポーラ・ワグナー、テレンス・チャン、ポール・ヒッチコック
- 脚本：ロバート・タウン
- 原案：ロナルド・D・ムーア、ブラノン・ブラーガ
- 撮影：ジェフリー・L・キンボール
- 編集：スティーヴン・ケンパー、クリスチャン・ワグナー
- 音楽：BT、ハンス・ジマー
- テーマ音楽：ラロ・シフリン

### 日本語版
- 字幕：戸田奈津子

| -              | ソフト版                         | テレビ朝日版     |
| -------------- | -------------------------------- | ---------------- |
| 演出           | 伊達康将                         | 伊達康将         |
| 翻訳           | 岸田恵子                         | 岸田恵子         |
| 調整           | オムニバス・ジャパン             | 金谷和美         |
| 効果           | N/A                              | サウンドボックス |
| プロデューサー |                                  |                  |
| 制作           | CIC・ビクター Paramount Pictures | テレビ朝日       |
| 制作           | 東北新社                         |                  |

## 地上波テレビ放映履歴
| 回数 | 放送日         | 放送時間    | 放送分数 | 放送局     | 番組枠             | 吹替         | 平均世帯 視聴率 | 備考       | 出典  |
| ---- | -------------- | ----------- | -------- | ---------- | ------------------ | ------------ | --------------- | ---------- | ----- |
| 1    | 2004年6月2日   | 21:00-23:24 | 144分    | TBS        | 水曜プレミア       | ソフト版     | 12.2%           |            |       |
| 2    | 2006年7月2日   | 21:00-23:24 | 144分    | テレビ朝日 | 日曜洋画劇場       | テレビ朝日版 | 21.4%           |            |       |
| 3    | 2008年10月19日 | 21:00-23:24 | 144分    | テレビ朝日 | 日曜洋画劇場       | テレビ朝日版 | 13.9%           |            |       |
| 4    | 2011年12月25日 | 21:00-23:19 | 139分    | テレビ朝日 | 日曜洋画劇場       | テレビ朝日版 | 10.1%           | [ 注釈 2 ] | [ 5 ] |
| 5    | 2014年2月16日  | 21:00-23:10 | 130分    | テレビ朝日 | 日曜洋画劇場       | テレビ朝日版 | 12.4%           | [ 注釈 3 ] |       |
| 6    | 2017年6月21日  | 13:35-15:40 | 125分    | テレビ東京 | 午後のロードショー | テレビ朝日版 | 4.0%            | [ 注釈 4 ] | [ 6 ] |
| 7    | 2020年2月11日  | 13:55-15:55 | 120分    | テレビ東京 | 午後のロードショー | テレビ朝日版 | 3.4%            |            | [ 7 ] |
| 8    | 2024年6月14日  | 21:00-23:29 | 149分    | 日本テレビ | 金曜ロードショー   | テレビ朝日版 | 6.8%            |            | [ 8 ] |
| 9    | 2025年6月5日   | 13:05-15:40 | 155分    | テレビ東京 | 午後のロードショー | テレビ朝日版 |                 | [ 注釈 5 ] |       |

- 関東地区のみ記載。
- 視聴率はビデオリサーチ調べ。関東地区でのデータ。

## パチンコ
CRミッションインポッシブル
- 2012年8月から稼動しているパチンコ機、ストーリー等は今作をモチーフにしている。
- イーサン・ハント- 森川智之
- ルーサー・スティッケル- 島香裕